# Divisas de los marqueses de Moya

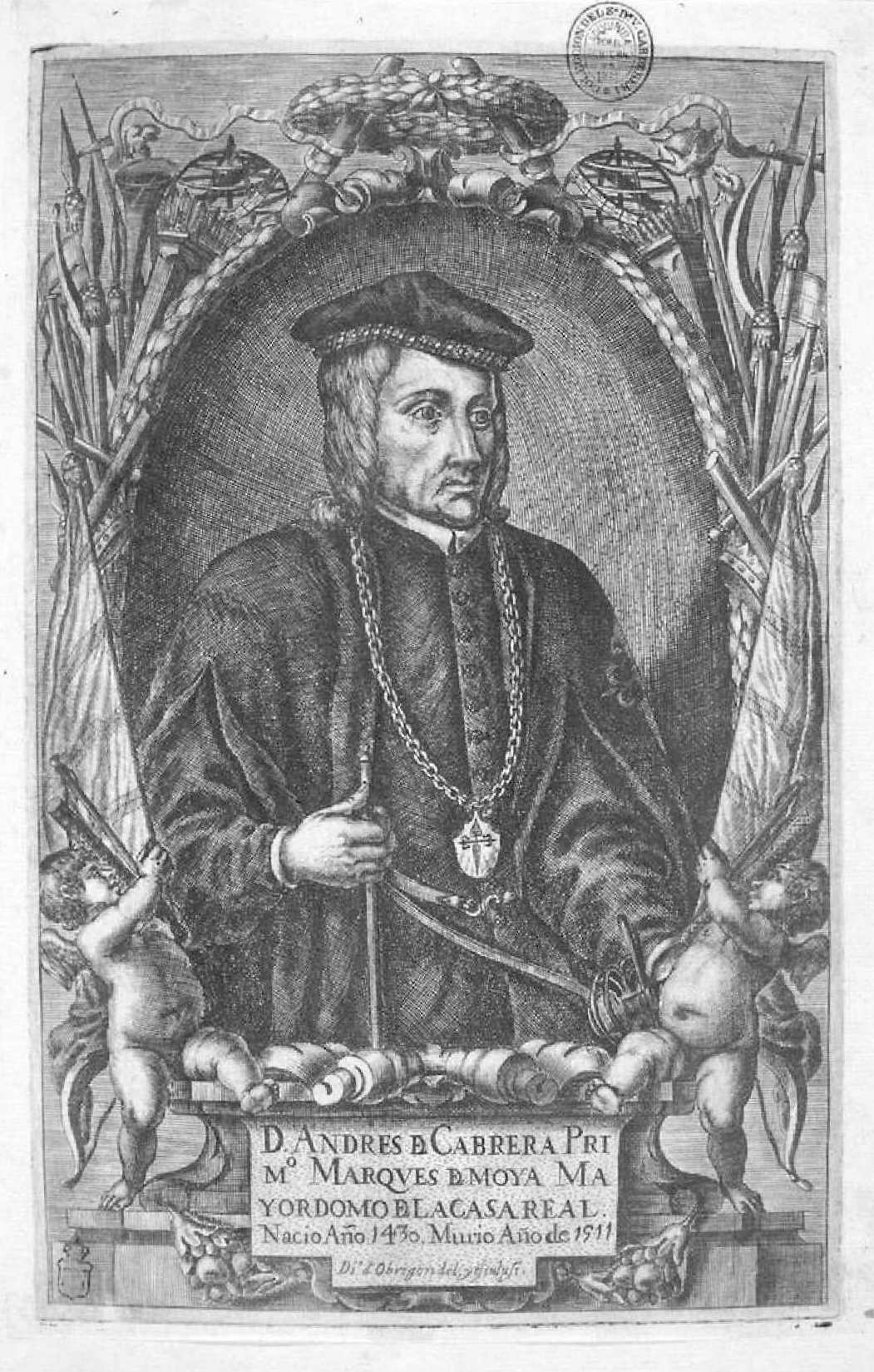
Retrato de Andrés Cabrera, a quien pertenecieron las divisas.

Las divisas de los marqueses de Moya son un conjunto de cuatro divisas adoptadas por Andrés Cabrera y su mujer Beatriz de Bobadilla, I marqueses de Moya, como señales identitarias personales, plasmadas junto a su escudo heráldico.
- La primera, una copa de oro con el mote «Ex Data Corona», en alusión al privilegio que le concedieron los Reyes Católicos de una copa de oro anual a perpetuidad el día de santa Lucía,[1] el 13 de diciembre de 1500.[2]
- La segunda, una escusabaraja de oro, de cuyos ángulos colgaban nueve áncoras con el mote «Vt haec naues tu regna», en alusión al papel que jugó Cabrera sobre el derecho al trono de Isabel la Católica. Esta divisa fue otorgada y reconocida por los Reyes Católicos en 1475, mediante un privilegio de acrecentamiento de armas. La propia figura, una la escusabaraja, se usa como juego de palabras escusa y barajas (evita conflictos) para su significado.[1]
- La tercera, dos vadiles cruzados, con el mote «Que si me dieron, díles», en alusión a las quejas de algunos nobles por las rentas y mercedes que les concedieron los reyes; la propia figura expresa el significado junto al mote «Va y díles que si me dieron, díles».[1]
- La cuarta, unas arracadas, con el mote «Si ellos arras, yo», que se completa con el nombre de la figura «Si ellos arras, yo arracadas», en respuesta simbólica a las quejas por los beneficios obtenidos.[1]

Estas divisas también fueron utilizadas por sus descendientes en el escudo de armas familiar, y así están talladas en el palacio de los marqueses de Moya, ubicado en la plaza del Conde de Cheste de Segovia.